# Epidendrum ruizlarreanum
Epidendrum ruizlarreanum är en orkidéart som beskrevs av David Edward Bennett och Eric Alston Christenson. Epidendrum ruizlarreanum ingår i släktet Epidendrum och familjen orkidéer.
Artens utbredningsområde är Peru. Inga underarter finns listade i Catalogue of Life.